# منشورات الشهاب
منشورات الشهاب (بالفرنسية: Chihab Editions)‏ هي دار نشر جزائرية تأسست عام 1989، لها أكثر من 800 عنوان بالفرنسية والعربية.

## التخصص
تهتم دار الشهاب بنشر الكتب شبه المدرسية والعلمية الموجهة للطفل، كتب التاريخ الخاصة بالثورة التحريرية الجزائرية، والكتب الأدبية لا سيما الروايات والمجموعات القصصية باللغتين العربية والفرنسية.

### الكتب العلمية الموجهة للطفل
في بداياتها تخصصت منشورات الشهاب بالكتب شبه المدرسية والكتب العلمية الموجهة للطفل، وهو ما جعلها تحتل مكانة رائدة في هذا الميدان وقد أطلقت سلسلة كتب للطفل بعنوان « Chihab Kids » تتناول مواضيع تتعلق باهتمامات الطفل المتنوعة.

### الكتب التاريخية
تهتم الدر بتسجيل تاريخ الثورة التحريرية الجزائرية اعتمادا على مؤرخين وشهادات مجاهدين شاركوا في الثورة الجزائرية، من خلال التطرق لسيرهم الذاتية، وقد أصبحت الدار مرجعا حقيقيا لدارسي التاريخ الجزائري المعاصر.

### الأدب
في عام 2000 طرقت دار الشهاب باب الأدب والنقد الأدبي، من خلال نشر أعمال أدبية تتسم بالجدة، وقد لاقت تجربتها في نشر الأعمال الأدبية نجاحا كبيرا وقبولا واسعا من القراء ووسائل الاعلام.

## المشاركات في الصالونات والمعارض
تحرص دار الشهاب على المشاركة باستمرار في الصالونات الدولية للكتاب، والحضور بعناوين جديدة لاسيما في الصالون الدولي للكتاب بالجزائر، وكذا المهرجان الدولي للأدب وكتاب الشباب ومختلف التظاهرات الثقافية الكبرى.